# Żegoty
Żegoty (niem. Siegfriedswalde) – wieś w Polsce położona w województwie warmińsko-mazurskim, w powiecie lidzbarskim, w gminie Kiwity.
W latach 1975–1998 miejscowość administracyjnie należała do województwa olsztyńskiego. Wieś znajduje się w historycznym regionie Warmia.

## Historia
Lokacja wsi dokonana została przez wójta krajowego Henryka z Lutr między rokiem 1333 a 1342. Została potwierdzona aktem lokacyjnym w 1358 przez biskupa warmińskiego Jana Stryprocka. Informacje o pierwszym proboszczu w Żegotach pochodzą z roku 1375.

## Bibliografia

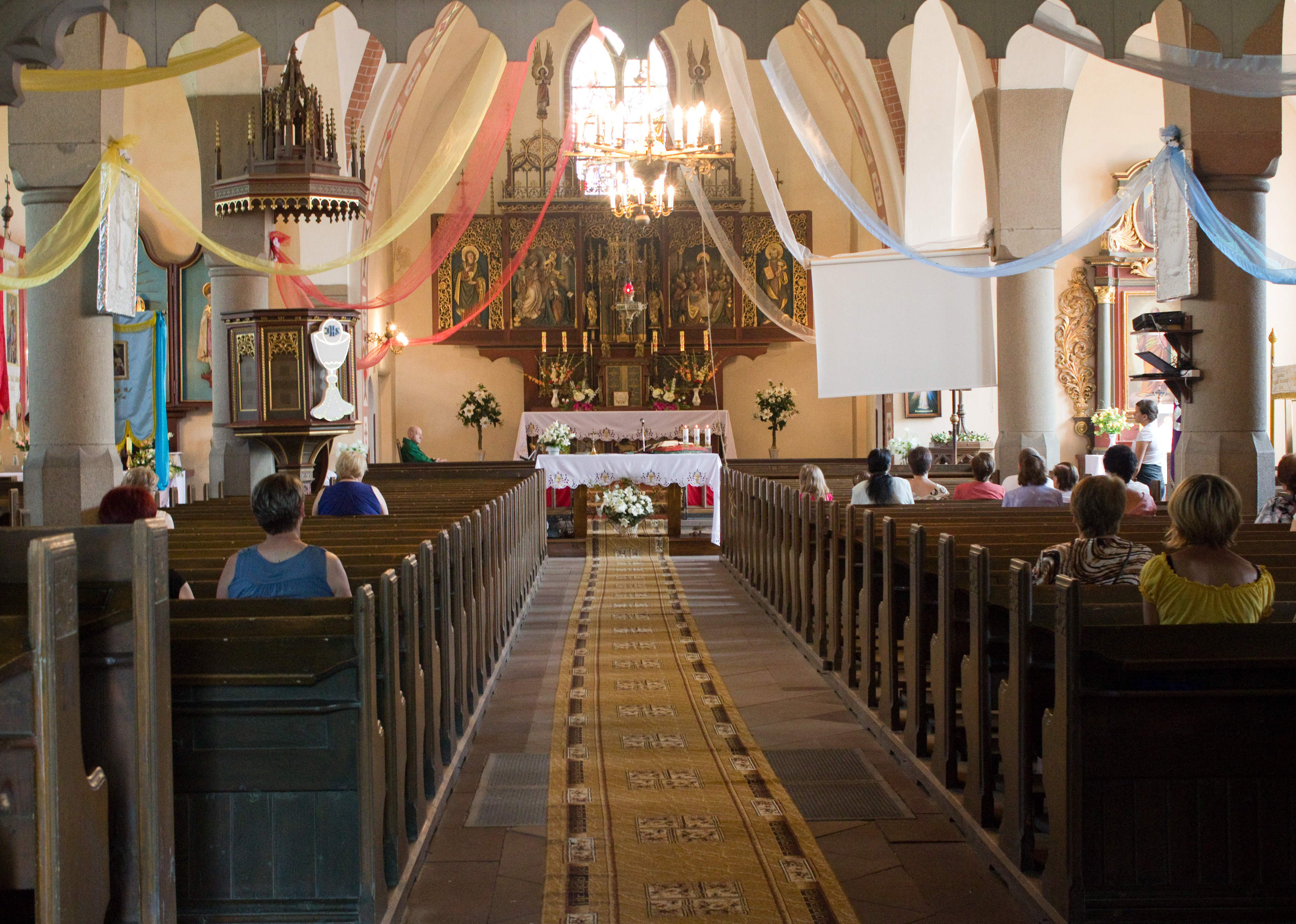
Wnętrze kościoła św. Jana Ewangelisty w Żegotach